# Walentina Wassiljewna Serowa

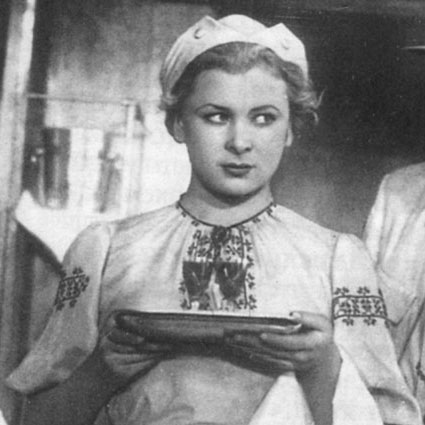
Walentina Serowa (1939)

Walentina Wassiljewna Serowa (russisch Валенти́на Васи́льевна Серо́ва, wiss. Transliteration Valentina Vasil'evna Serova, ukrainisch Валенти́на Васи́лівна Сєро́ва Walentyna Wassyliwna Sjerowa; * 23. Dezember 1917 in Charkiw; † 12. Dezember 1975 in Moskau) war eine sowjetische Film- und Theater-Schauspielerin.

## Leben
Walentina Serowa wurde 1917 als Walentina Polowikowa (Валентина Половикова) in der Familie der Schauspielerin Klawdija Polowikowa (geb. Didenko) und des Hydroingenieurs Wassyl Polowikow geboren.
Am 11. Mai 1938 heiratete sie ihren ersten Ehemann Anatoli Serow, einen Testpiloten und Brigadekommandeur der sowjetischen Luftstreitkräfte, den sie nur wenige Tage vorher kennen gelernt hatte. Serow kam am 11. Mai 1939 bei einem Übungsflug gemeinsam mit Polina Ossipenko ums Leben. Im gleichen Jahr hatte der Film „Mädchen mit Charakter“ (russisch Девушка с характером) großen Erfolg und Serowa wurde eine der größten Filmstars dieser Zeit in der Sowjetunion.
1940 traf sie Konstantin Simonow, einen bekannten russischen Autor, welchen sie dann 1943 heiratete. Sie inspirierte Simonow zu einer Reihe von Liebesgedichten, die unter dem Titel „С тобой и без тебя“ (Mit dir und ohne dich) 1942 veröffentlicht wurden. Bekannt sind das Liebes- und Kriegsgedicht „Wart auf mich“ und der gleichnamige Film, zu dem Simonow das Drehbuch schrieb. Ihre Ehe war nicht einfach und wurde unter anderem durch die öffentliche Liebschaft Serowas mit dem Marschall Konstantin Rokossowski (zwischen 1942 und 1946) stark beansprucht. 1957 verließ Simonow sie.
Serowa trat nach den 1940er-Jahren nur noch sporadisch in Filmen auf. 1975 starb sie in Moskau.

## Filmografie
- 1937 Der strenge Junge (Strogi junoscha)
- 1939 Ein Mädel mit Charakter (Dewuschka s charakterom)
- 1941 Das Herz der Vier (Serdza tschetyrjoch)
- 1941 Die Frühlingsflut (Wesenni potok)
- 1943 Wart auf mich (Schdi menja)
- 1946 Glinka (Glinka)
- 1950 Die Verschwörung der Verurteilten (Sagowor obretschonnych)
- 1956 Die unsterbliche Garnison (Bessmertny garnison)
- 1967 Die Arena (Arena)
- 1970 Die Glocken des Kreml (Kremljowskije kuranty)
- 1973 Die Kinder von Wanjuschin (Deti Wanjuschina)